# Wolf Dietrich von Trotha
Wolf Dietrich von Trotha (* 10. September 1863 in Hecklingen; † 25. Mai 1943 in Hildesheim) war ein deutscher Verwaltungsbeamter.

## Leben
Wolf Dietrich war Sohn des anhaltischen Landtagsabgeordneten Friedrich Wolf von Trotha und dessen Ehefrau Walpurgis von Krosigk. Er studierte Rechtswissenschaften an der Ruprecht-Karls-Universität Heidelberg. 1882 wurde er Mitglied des Corps Saxo-Borussia Heidelberg. Nach dem Studium trat er in den preußischen Staatsdienst ein. Im August 1901 wurde er zum Landrat in Hünfeld ernannt. Im März 1911 kam er als Landrat in den Landkreis Wittenberg. Von dort wechselte er im August 1916 als Regierungsrat in den Regierungsdienst. Später wurde er zum Oberregierungsrat befördert. Zuletzt lebte er als Oberregierungsrat a. D. in Hildesheim.
Er war seit 1900 verheiratet mit Hildegard von Erffa (1874–1945). Sie hatten drei Töchter.